# Sonderbehandlung

Sonderbehandlung (en abrégé S.B.) est un mot composé allemand signifiant « traitement spécial » en français. Il peut faire référence à n'importe quel traitement, mais dans le langage nazi et particulièrement celui de la SS, c'est un euphémisme utilisé pour désigner l'action de tuer.

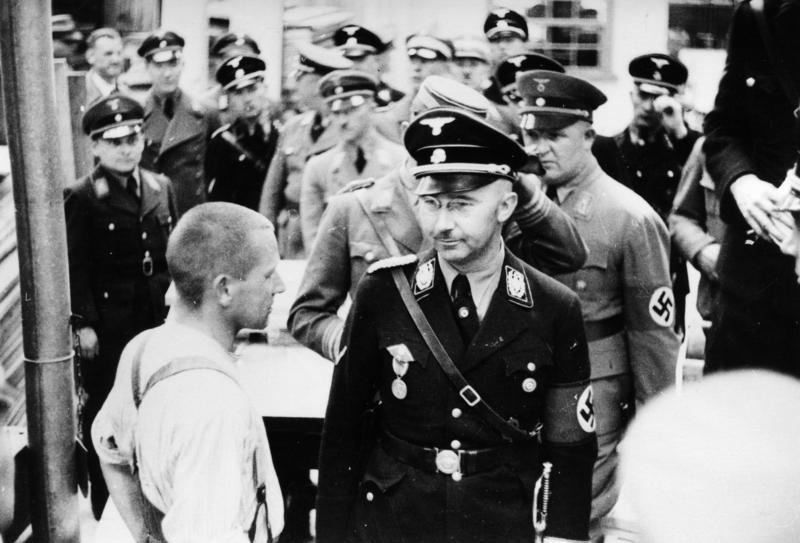
Himmler visitant le camp de concentration de Dachau en 1936.

Ce mot apparaît pour la première fois lors de l'Aktion T4, lorsque les médecins SS entreprennent de tuer d'une manière systématique les malades mentaux et les handicapés entre 1939 et 1941 ; il est un des mots que les nazis utilisent pour noter dans leurs écrits ce meurtre de masse. Par analogie, ils l'utilisent également pour désigner l'équipement nécessaire à ces crimes, les chambres à gaz ou le Zyklon B.
Le sens réel de Sonderbehandlung était largement connu au sein de la SS ; en avril 1943, le Reichsführer-SS Heinrich Himmler, préoccupé par la sécurité, en recommande l'utilisation dans un rapport secret.
Berel Lang précise que ce langage déguisé était employé « non seulement dans les communications diffusées au public juif lorsque cette communication visait à tromper les Juifs en vue de minimiser les risques de résistance, mais aussi dans celles à destination du monde extérieur, et peut-être plus encore, dans les communications internes, parmi les fonctionnaires qui connaissaient incontestablement (ils en étaient parfois responsables) les substitutions linguistiques que prescrivaient les règles du langage SS ».

## Historique de l'expression
Depuis l'été 1941, l'Aktion T4 est de notoriété publique en Allemagne, mais aussi dans les pays neutres et dans les pays en guerre avec l'Allemagne. Le 24 août 1941, Hitler donne l'ordre au Dr Karl Brandt d'arrêter le processus en raison de la protestation publique (cependant l'Aktion T4 continue dans la discrétion et d'une manière plus intense). Hitler donne cet ordre oralement, un ordre écrit l'impliquant de fait dans les meurtres risquait de le mettre dans une situation embarrassante ; un ordre écrit aurait été de toute manière détruit par les nazis à l'approche de la défaite.
Quand les nazis signalent l'action d'assassiner, ils emploient des euphémismes et souvent le mot Sonderbehandlung. Les médecins de l'Aktion T4 emploient souvent desinfiziert (décontaminé, désinfecté) pour parler du gazage des malades mentaux et des handicapés.
L'extermination des Juifs d'Europe a été appelée « Die Endlosung der Judenfrage » soit la « Solution finale de la Question juive ».
D'autres termes ont été utilisés pour décrire les opérations d'extermination :
– Evakuierung (évacuation) ;
– Aussiedlung (expulsion) ;
– Umsiedlung (réinstallation) ;
– Auflockerung ('dégraissage » – en parlant par exemple de diminuer le nombre d'habitants d'un ghetto) ;
– Befriedungsaktion (pacification) ;
– Ausserordentliche Befriedungsaktion ou A.B. Aktion (pacification spéciale) ;
– Abwanderung (migration) ;
– Säuberung (nettoyage) ;
– Sicherheitspolizeilich durchgearbeitet (fait en accord avec les directives du Sicherheitsdienst).
Lors des discours de Posen, Heinrich Himmler s'exprime ouvertement au sujet de l'Holocauste pendant la guerre. Himmler mentionne la Judenevakuierung, l'évacuation des Juifs, terme qu'il utilise comme synonyme de leur extermination. À un moment de son discours du 4 octobre 1943, Himmler dit : « l'élimination des juifs, l'extermination, nous le faisons » avec une pause au milieu du mot élimination (Ausschaltung) avant de dire extermination (Ausrottung, qui peut également signifier extirpation). Cette hésitation peut être considérée comme une rapide vérification mentale avant d'utiliser ce mot devant son public ; il l'utilise car il est dans une réunion privée d'anciens de la SS.
Cette situation est à comparer avec l'attitude de Joseph Goebbels dans son discours sur la guerre totale, le 18 février 1943, où il commence à dire « Ausrottug des Judentums » (l'extermination des Juifs) mais rectifie en disant « Ausschaltung » car il est en public : la phrase qui en résulte est alors : « Ausrot...schaltung des Judentums », soit « exterm... élimination » en français.

## Utilisation de l'expression
Le terme Sonderbehandlung est utilisé pour la première fois le 20 septembre 1939 ; dans un décret que Reinhard Heydrich adresse à l'ensemble de l'organisation policière : « Pour éviter tout malentendu, prenez note, s'il vous plaît, de la chose suivante : [...] qu'une distinction doit être faite entre ceux qui peuvent être traités d'une façon ordinaire et ceux qui relèvent d'un traitement spécial. Le dernier cas couvre des sujets qui, en raison de leur nature la plus insupportable, le fait qu'ils soient dangereux, ou leur capacité à servir d'instruments de propagande pour l'ennemi, se doivent d'être éliminés, sans respect pour les personnes, par un traitement implacable (à savoir, l'exécution). »
Ce décret est alors dirigé contre les Allemands et pas encore contre les Juifs, et relève des principes de sécurité intérieure en temps de guerre ; ainsi la loi établit dans les faits que toute personne désignée par le régime peut être éliminée. Six jours plus tard, une note rédigée lors d'une réunion fait suivre le terme Sonderbehandlung de sa définition, « exécution » notée entre parenthèses.
Un rapport du front de l'Est en date du 25 octobre 1941 signale qu'« en raison du danger grave d'épidémie, la liquidation complète des Juifs du ghetto de Vitebsk a commencé le 8 octobre 1941. Le nombre de Juifs à qui le traitement spécial doit être appliqué est d'environ 3 000. »
Un extrait d'un décret daté du 20 février 1942, émanant du RSHA et signé par Himmler informe que, concernant les travailleurs civils étrangers, le traitement spécial doit être demandé au RSHA et il précise que ce traitement spécial se fera par pendaison. Dans une lettre au RSHA, le SS-Hauptsturmführer Heinz Trühe réclame des fourgons à gaz supplémentaires « pour le traitement spécial d'un transport de Juifs. » Ces fourgons à gaz étaient des véhicules dotés d'un compartiment hermétique alimenté par les gaz d'échappement ; les victimes qui y étaient enfermées mourraient par l'effet conjugué du monoxyde de carbone et de la suffocation.

## L'équipement
En allemand, le mot Sonder qui signifie « spécial » peut être utilisé pour former des noms composés. Aussi lorsqu'ils s'expriment sur ces « actions spéciales », les nazis utilisent des euphémismes pour désigner l'équipement qu'ils utilisent pour tuer. Dans sa lettre, Trühe utilise le terme abrégé S-wagen pour désigner ces camions, pour Sonderwagen (fourgons spéciaux). Dans d'autres documents, on retrouve Sonderfahrzeug (véhicule spécial), Spezialwagen (fourgon spécial) ou Hifsmittel (équipement auxiliaire).
On retrouve de nombreuses occurrences de ce langage vague et imprécis décrivant le matériel et les installations dans des documents relatifs au camp de concentration d'Auschwitz. Une lettre du 21 août 1942 décrit les bunker 1 et 2 (fermes à l'ouest de Birkenau converties en chambres à gaz) comme des Badeanstalten für Sonderaktionnen (installations de bains pour les actions spéciales). Pour bien marquer l'euphémisme, cette expression est entre guillemets dans la lettre. Sur les plans, les chambres à gaz des crématoriums II et III sont notées Leichenkeller 1 (« cave à cadavres ») et les chambres de déshabillage notées Leichenkeller 2. Une lettre datée du 27 novembre 1942 adressé à l'architecte en chef d'Auschwitz, le SS-Sturmbannführer Karl Bischoff, désigne la morgue 1 du crématorium II sous le nom de Sonderkeller (cave spéciale). Une lettre du SS-Sturmbannführer Karl Bischoff, adressée aux constructeurs des fours J.A. Topf et fils, datée du 6 mars 1943, concerne les crématoriums II et III ; il désigne la morgue 2 par le terme de Auskleideraum (chambre de déshabillage).
Les kommandos de prisonniers chargés de vider les chambres à gaz de ses cadavres et de les charger dans les fours sont connus sous le nom de Sonderkommando (kommando spécial). Un document en date du 26 août 1942 demande aux autorités du camp d'envoyer un camion «...à Dessau pour ramasser du matériel pour un traitement spécial... » (Dessau était l'un des deux lieux de fabrication du Zyklon B).
Ce terme (Sonderbehandlung) est utilisé systématiquement à Auschwitz. Dans une lettre datée du 13 octobre 1942, Bischoff écrit, concernant la construction des nouveaux crématoriums, qu'il «...était nécessaire de commencer tout de suite en juillet 1942 à cause de la situation provoquée par les actions spéciales ». Le 8 septembre 1943, 5 006 Juifs sont transférés de Theresienstadt à Auschwitz avec la mention « SB six mois » ; six mois plus tard, le 9 mars 1944, ceux qui sont encore en vie sont gazés.
Dans son journal, le SS-Obersturmführer, Dr Johann Kremer décrit un gazage de masse qu'il voit pour la première fois :
2 septembre 1942 : « Pour la première fois, à 3 h, j'ai assisté à une action spéciale. L'Enfer de Dante me semble presque une comédie comparé à cela. Ils n'appellent pas Auschwitz le camp d'anéantissement pour rien ! ».
Trois jours plus tard, Kremer décrit un gazage de masse de prisonniers amaigris surnommés « les musulmans » :
5 septembre 1942 :« Le matin j'ai assisté à une action spéciale de déportés en provenance du camp de femmes (des musulmans) ; la plus terrible des horreurs. Le sergent Thilo (médecin de troupe) avait raison quand il me disait que c'est l'anus mundi. Vers 8 h le soir, j'ai assisté à une autre action spéciale qui concernait des déportés en provenance des Pays-Bas. Du fait des rations spéciales qu'ils reçoivent (un cinquième de litre de schnaps, 5 cigarettes, 100 g de salami et du pain), tous les hommes demandent à prendre part à de telles actions. Aujourd'hui et demain (dimanche), travail. »
Dans une lettre datée du 29 janvier 1943 du SS-Sturmbannführer Bischoff adressée au SS-Oberführer Hans Kammler, Bischoff évoque la morgue du sous-sol 1 du crématorium II comme étant une Vergasungskeller, une cave à gazage. Dans la lettre, le mot est souligné, et en haut du document il est noté : « SS-Untersturmführer Kirschnek » ; il était clair, au bureau des architectes, qu'une expression comme « chambre à gaz » ne devait pas être utilisée et Kirschnek devait être informé de cette erreur. Citant cette unique lettre, Robert Jan van Pelt déclare que l'utilisation des expressions « action spéciale » ou « traitement spécial » à la place d'extermination ou meurtre fait des Nazis les premiers négationniste de la Shoah, car ils essayaient de ce fait de se nier à eux-mêmes ce qu'ils faisaient.

## Caractère sensible de l'expression
Heinrich Himmler était de plus en plus préoccupé par la sécurité des documents concernant la destruction des Juifs. Le 9 avril 1943, il écrit une lettre secrète à Ernst Kaltenbrunner, successeur de Heydrich au poste de chef de la Gestapo et du SD, concernant le rapport Korherr. Himmler considère que le rapport « est bien fait dans un but de camouflage, et qu'il est potentiellement utile pour l'avenir. »
Le lendemain, le SS-Obersturmführer Rudolf Brandt adresse un message à Richard Korherr en ces termes : « Le Reichsführer-SS a reçu votre rapport sur « la solution finale de la question juive européenne ». Il veut que « le traitement spécial » des juifs ne soit pas mentionné n'importe où. Sur la page 9, il doit être formulé comme suit :
« Ils ont été dirigés vers le gouvernement général, vers les camps du Warthegau ».
Aucune autre formulation ne doit être employée ».
Himmler était tellement sûr que tout le monde connaissait le sens de l'expression « traitement spécial » qu'il ordonna qu'il soit remplacé par un terme encore plus vague, durchgeschleust, dans des documents qui étaient pourtant « top secrets ».
Les camps intéressés par ces directives étaient, dans le gouvernement général, les camps d'extermination de Treblinka, Sobibor, Belzec, et le camp de concentration de Majdanek. Le seul camp dans le Warthegau était le camp d'extermination de Chelmno.

## Interprétation nazie
Lors des enquêtes et des poursuites pénales pour les crimes de guerre nazis, il a été démontré que parmi ceux qui étaient impliqués dans ces crimes, aucun n'avait de doute concernant le sens de ce terme. Lors de son procès, le SS-Obersturmführer Adolf Eichmann a déclaré que « tout le monde savait » que traitement spécial signifiait tuer.
Selon le SS-Gruppenführer et HSSPF Emil Mazuw (en) : « Durant la guerre, la SS n'a donné au terme Sonderbehandlung aucune autre signification que « tuer ». Je suis sûr que les hauts gradés le savaient. J'ignore si le SS de base le savait ou pas. Selon la terminologie de l'époque, par « traitement spécial » je comprends tuer et rien d'autre. »